# Biesowice
Biesowice [bʲɛsɔˈvʲit͡sɛ] (deutsch: Beßwitz, früher Beswitz) ist ein Dorf in der polnischen Woiwodschaft Pommern. Es gehört zur Gmina Kępice (Gemeinde Hammermühle) im Powiat Słupski (Stolper Kreis).

## Geographische Lage
Das Dorf liegt in Hinterpommern, etwa 23 Kilometer südöstlich von Sławno (Schlawe), wird vom Fluss Wipper (Wieprza) durchquert und verfügt über einen eigenen Bahnhof an der Bahnstrecke Słupsk – Miastko – Szczecinek (Stolp – Rummelsburg – Neustettin).

## Geschichte

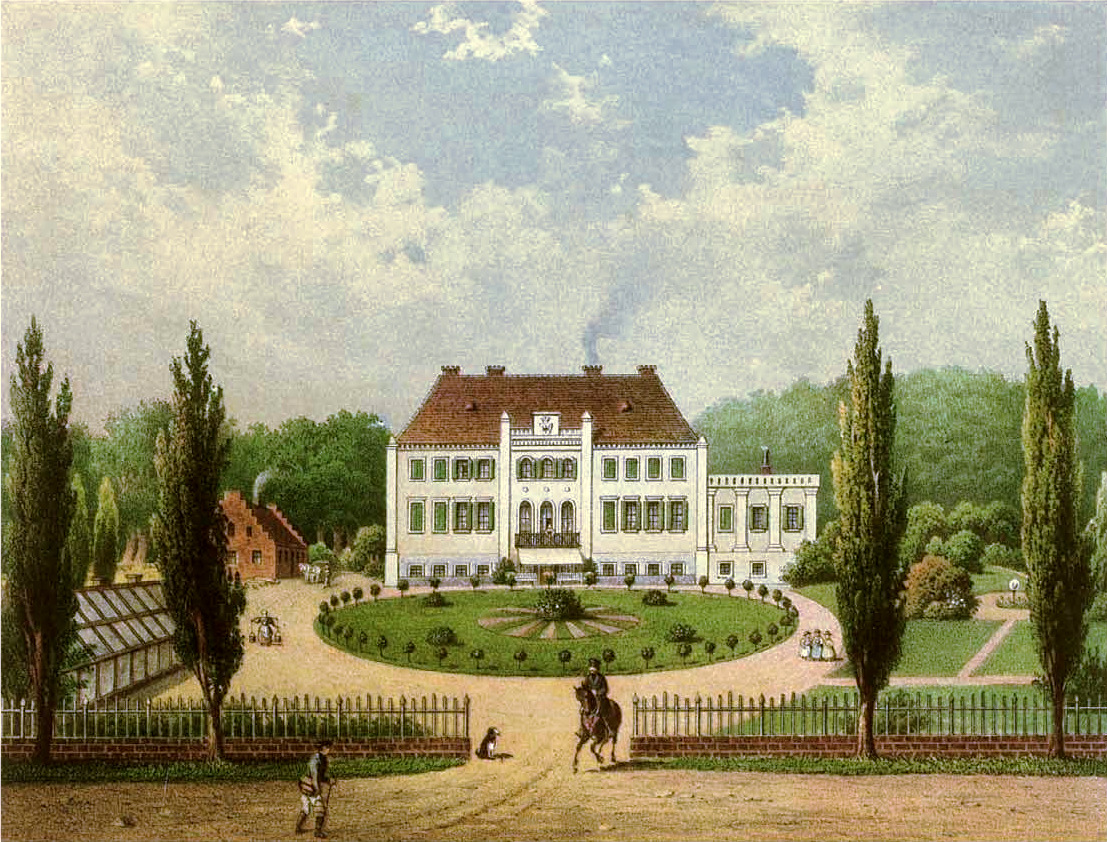
Schloss Beßwitz um 1860, Sammlung Alexander Duncker

Beßwitz (Besswitz), nordnordwestlich von Rummelsburg und südlich des Dorfs Varzin, auf einer Landkarte von 1915

Beßwitz (Beswitz), nordnordwestlich vom Rummelsburg und südlich des Dorfs Varzin, auf einer Landkarte von 1910

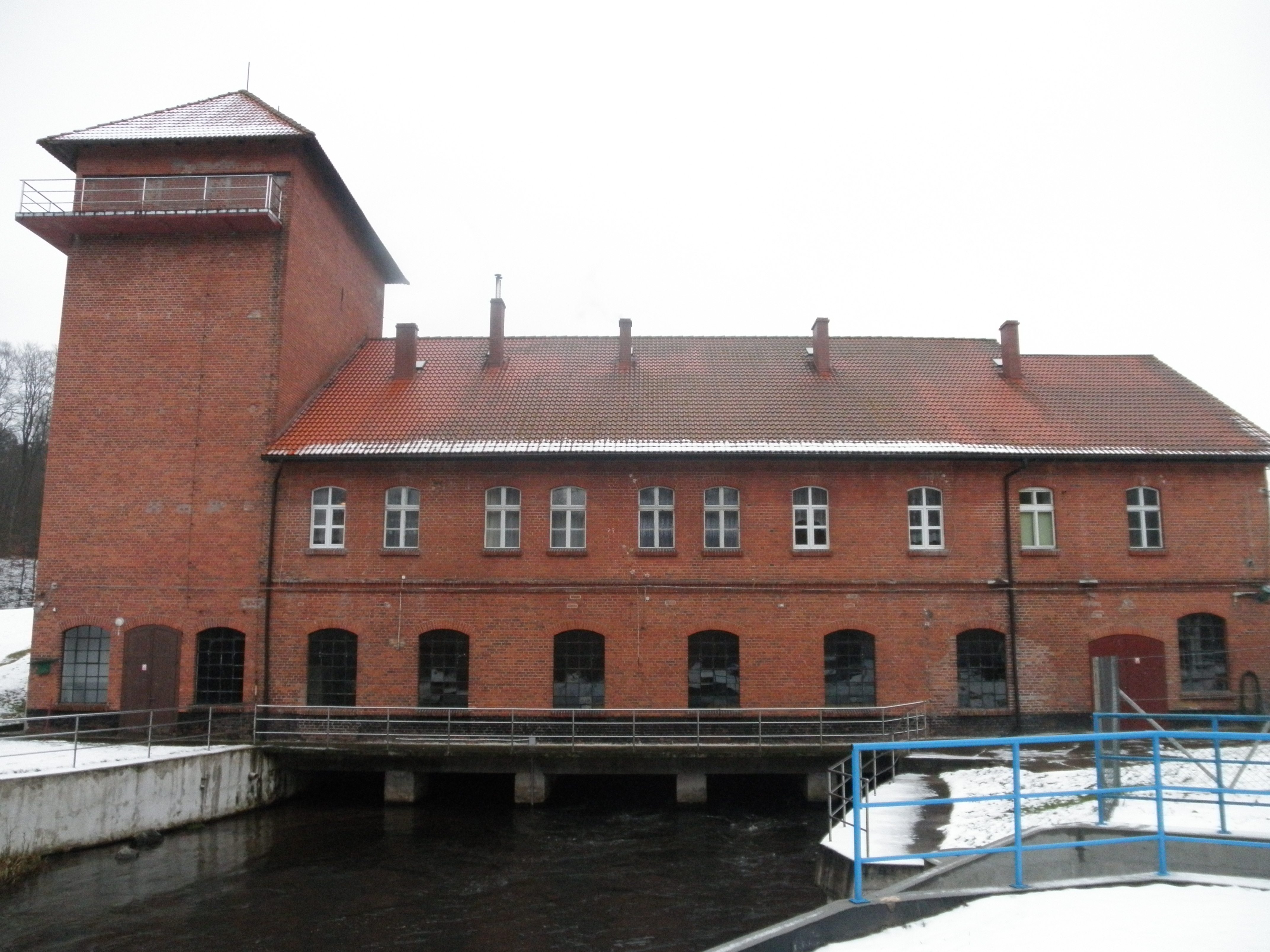
Elektrizitätswerk (2015)

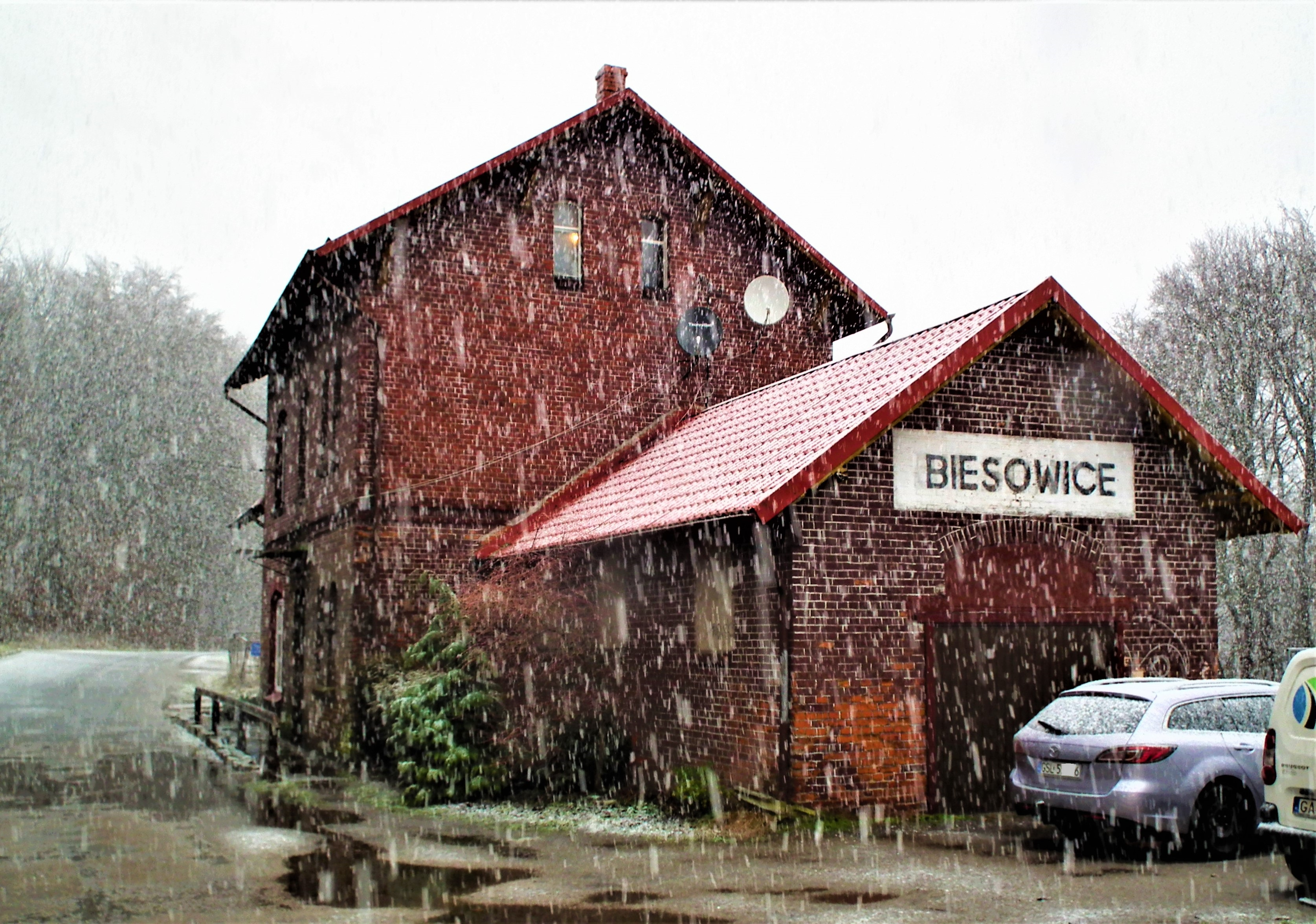
Bahnhofsgebäude an einem Regentag (4. Januar 2020)

Der Ort wurde 1480 erstmals als ein uraltes Lehen der Familie von Zitzewitz urkundlich erwähnt. Im 19. Jahrhundert umfasste das Gut Beßwitz mit den dazugehörigen Vorwerken einen Flächenraum von 15.000 Magdeburger Morgen mit bedeutenden Forsten an den Flüssen Wipper und Stüdnitz. Während des Dreißigjährigen Krieges wurde Beßwitz schwer heimgesucht, so dass 1655 nur noch 16 Bauern vorhanden waren. 1784 waren jedoch schon wieder 17 Bauernhöfe, eine Schmiede und ein Krug tätig. Auch ein Schulmeister war im Dorf vorhanden. Zum Gut gehörten eine 1863 gegründete Weißtafelglas-Fabrik, eine Mahl- und Schneidemühle, eine Ziegelei sowie eine Kalkbrennerei.
Bei Einführung der preußischen Kreiseinteilung von 1815 kam Beßwitz nach Pommern zum Kreis Schlawe, wurde aber im Rahmen einer Grenzänderung am 8. Februar 1878 dem Kreis Rummelsburg zugeordnet.
Die Kirche von Beßwitz wurde 1891 eingeweiht. Mit der Eröffnung der Bahnlinie Neustettin – Stolp erhielt Beßwitz 1878 einen eigenen Bahnhof. 1897 nahm in der Nähe von Beßwitz ein Elektrizitätswerk seinen Betrieb auf, das später zu einem Wasserkraftwerk weiterentwickelt wurde.
Zu den bekanntesten Vertretern der Gutsfamilie gehörten der Abt der Huysburg Nicolaus von Zitzewitz (* 1634 auf Gut Beßwitz), Ernst von Zitzewitz, preußischer Oberst und Politiker († 15. August 1899 auf Gut Beßwitz), sowie Franz von Zitzewitz, 1825 bis 1842 Major im preußischen Garde-Dragoner-Regiment.
Im Jahr 1910 hatte Beßwitz ein Elektrizitätswerk, eine Branntweinbrennerei, eine Mühle und ein Sägewerk.
Am 1. Dezember 1913 wurden auf der 227 Hektar großen Gemarkungsfläche der Landgemeinde Beßwitz 25 viehhaltende Haushaltungen gezählt und auf dem 2876 Hektar umfassenden Gutsbezirk Beßwitz 67 viehhaltene Haushaltungen.
Am 1. April 1927 hatte das Gut Beßwitz eine Flächengröße von 2876 Hektar, und am 16. Juni 1925 hatte der Gutsbezirk 493 Einwohner. Am 30. September 1928 wurde der Gutsbezirk Beßwitz in die Landgemeinde Beßwitz eingegliedert.
Anfang der 1930er Jahre hatte die Landgemeinde Beßwitz eine Flächengröße von 34,6 km². Innerhalb der Gemeindegrenzen standen insgesamt 54  bewohnte Wohnhäuser an sieben verschiedenen Wohnplätzen:
1. Bauerpöppeln
2. Beßwitz
3. Beßwitzer Glashütte
4. Beßwitzer Mühle
5. Forsthaus Seehof
6. Johannishof
7. Vorwerk Seehof

Um 1935 hatte Beßwitz u. a. einen Gasthof, eine Branntweinbrennei, die von Ernst von Zitzewitz betrieben wurde, ein Elektrizitätswerk, eine Schmiede und  eine Stellmacherei. Im Jahr 1939 hatte die Landgemeinde 465 Einwohner.
Im Jahr 1945 bildete Beßwitz eine Landgemeinde im Kreis Rummelsburg der preußischen Provinz Pommern des Deutschen Reichs. Beßwitz war dem Amtsbezirk Varzin zugeordnet. Das Standesamt befand sich in Beßwitz.
Gegen Ende des Zweiten Weltkriegs besetzte im Frühjahr 1945 die Rote Armee die Region. Bald darauf wurde Hinterpommern von der Sowjetunion der Volksrepublik Polen zur Verwaltung überlassen. In Beßwitz setzte danach die Zuwanderung polnischer Zivilisten ein. Der Ortsname Beßwitz wurde zu Biesowice polonisiert. Soweit die Dorfbewohner nicht geflohen waren, wurden sie in der darauf folgenden Zeit von der polnischen Administration vertrieben.
In den Jahren 1975 bis 1998 gehörte der Ort verwaltungsmäßig zur Woiwodschaft Słupsk.

### Demographie
| Jahr | Einwohner | Anmerkungen                                                   |
| ---- | --------- | ------------------------------------------------------------- |
| 1833 | 197       | in 21 Häusern                                                 |
| 1910 | 620       | am 1. Dezember, davon 156 im Dorf und 464 auf dem Gutsbezirk; |
| 1925 | 641       | darunter 636 Evangelische                                     |
| 1933 | 490       | [ 10 ]                                                        |
| 1939 | 465       | [ 10 ]                                                        |

## Kirche
Vor 1945 hatte Beßwitz ausschließlich evangelische Einwohner und gehörte zum Kirchenkreis Schlawe in der Kirchenprovinz Pommern der Kirche der Altpreußischen Union. Letzter deutscher Geistlicher war Pfarrer Bernhard Gensch, der vom 1. Oktober 1941 bis 23. Juni 1946 in Beßwitz wohnte.

## Persönlichkeiten
- Nikolaus von Zitzewitz  (1634–1704), trat zum Katholizismus über und wurde Abt des Benediktinerklosters Huysburg und fürstbischöflich-münsterischer Diplomat, wurde hier geboren
- Franz von Zitzewitz (1807–1885), 1825 bis 1842 Major im königlich preußischen Garde-Dragoner-Regiment, Rechtsritter des Johanniterordens und Mitglied des Preußischen Herrenhauses auf Lebenszeit, besaß das Rittergut Beßwitz
- Ernst von Zitzewitz (1835–1899), königlich preußischer Oberst und Politiker, Mitglied des Preußischen Herrenhauses auf Lebenszeit seit 1896,[11] † 15. August 1899 auf Gut Beßwitz